# Fernsehturm Bytków

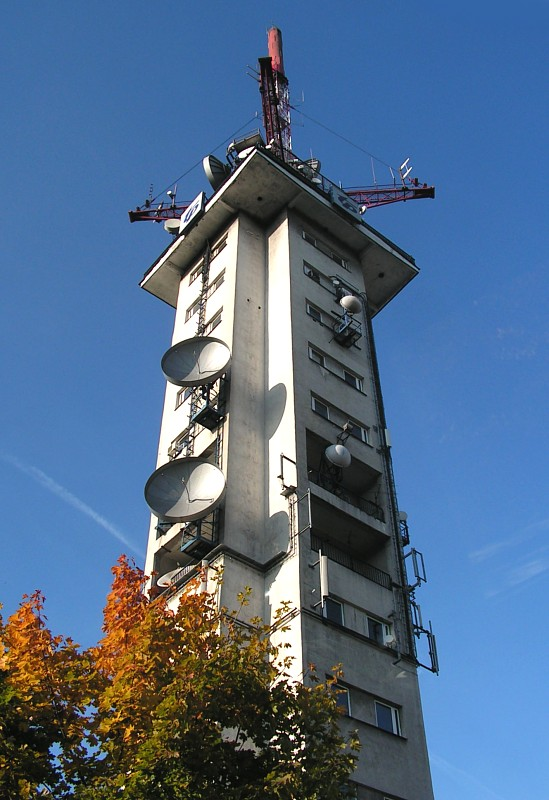
Der Fernsehturm Bytków

Der Fernsehturm Bytków ist ein 110 Meter hoher, für die Öffentlichkeit nicht zugänglicher Fernsehturm im zu Siemianowice Śląskie gehörenden Stadtteil Bytków in Polen.
Der Fernsehturm Bytków zeichnet sich durch seine außergewöhnliche Bauweise aus. Er besteht aus einem Betonturm mit quadratischem Querschnitt, der mehr einem Hochhaus als einem üblichen Fernsehturm ähnelt. Auf diesem Betonturm befindet sich ein horizontales, mit Laufstegen versehenes Stahlfachwerkkreuz, welches zu den Seiten des Betonturms um 45 Grad gedreht ist. An diesem Stahlfachwerkkreuz ist der auf der Spitze befindliche Antennenmast abgespannt.
Der Fernsehturm Bytków dient der Übertragung des Radioprogramms von PR2 Polskie Radio S.A. auf 95,90 MHz mit einer Sendeleistung von 100 Watt, den Fernsehprogramm von TVN S.A. auf 559,25 MHz (Kanal 32) mit einer Sendeleistung von 1000 Watt, dem Richtfunk und dem nichtöffentlichen Landfunkdienst.